# Erwin Hartsch

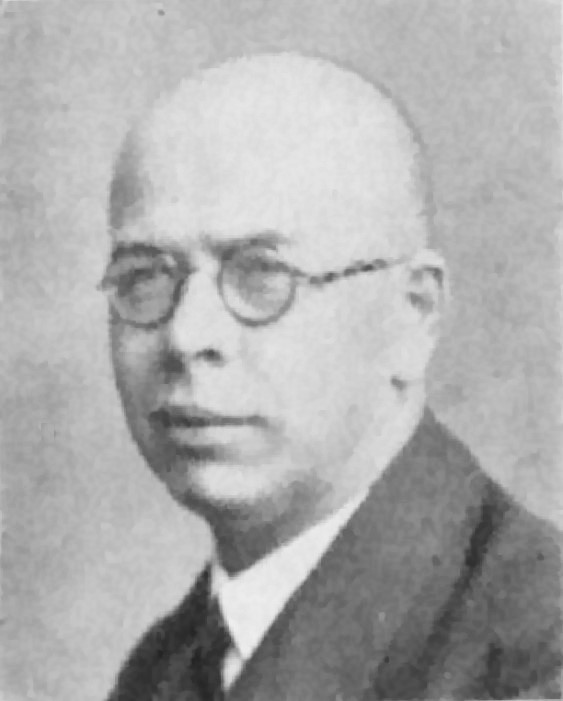
Erwin Hartsch

Erwin Hartsch (* 1. Juni 1890 in Jugelsburg; † 2. August 1948 in Dresden) war ein deutscher Politiker (SPD, SED).

## Leben und Wirken
Hartsch besuchte von 1896 bis 1904 die Volksschule, dann von 1904 bis 1910 das Lehrerseminar in Schneeberg. Als junger Mann trat er in die Sozialdemokratische Partei Deutschlands (SPD) ein. Von 1910 bis 1913 war Hartsch als Hilfslehrer in Mylau tätig. 1913 arbeitete er als ständiger Lehrer in Falkenstein und 1914 Sebnitz. Von 1915 bis 1919 gehörte er dem deutschen Heer an.
Nach dem Krieg war Hartsch im Schuldienst in Mylau tätig. 1921 war er dort Initiator der ersten proletarischen Jugendweihen der Stadt. Im selben Jahr wurde er Stadtverordneter in dieser Stadt. 1923 wurde er stellvertretender Bürgermeister von Mylau. Zu dieser Zeit wurde er auch Mitglied des Sächsischen Lehrervereins, den er 1929 verließ, um sich der Allgemeinen Freien Lehrergewerkschaft Deutschlands (AFLD) anzuschließen. Ferner war er Mitglied des Bezirkstages der Amtshauptmannschaft Plauen.
Von 1926 bis 1932 gehörte Hartsch für die SPD dem Landtag von Sachsen an. 1929 kam Hartsch in den Vorstand des sächsischen Landtages und wurde Vorsitzender des Beamten- und Besoldungausschusses. Bei der Reichstagswahl vom Juli 1932 wurde Hartsch als Kandidat der SPD für den Wahlkreis 30 (Chemnitz-Zwickau) in den Reichstag gewählt, dem er in der Folge bis zum Juni 1933 angehörte. Hartsch war einer von 94 Abgeordneten, die gegen das Ermächtigungsgesetz vom 24. März 1933 stimmten, das die juristische Grundlage für die Errichtung der NS-Diktatur bildete und schließlich mit einer Mehrheit von 444 zu 94 Stimmen angenommen wurde.
Nach der nationalsozialistischen Machtergreifung wurde Hartsch im April 1933 auf Grund des Gesetzes zur Wiederherstellung des Berufsbeamtentums aus dem Schuldienst entfernt. Am 3. Mai 1933 wurde er in Dresden verhaftet und bis November 1934 als „Schutzhäftling“ unter anderem in den Konzentrationslagern Osterstein, Colditz und Sachsenburg festgehalten. Nach der Freilassung stand Hartsch unter dauernder polizeilicher Überwachung; sein Haus wurde häufig durchsucht. Seinen Lebensunterhalt verdiente er zunächst als Handels- und Versicherungsvertreter, später als Angestellter einer Verlagsbuchhandlung und einer Lebensversicherung.
Nach dem Krieg wurde Hartsch Schuldirektor in seiner sächsischen Heimat. Mit der Zwangsvereinigung von SPD und KPD wurde er Mitglied der SED. Als deren Mitglied wurde er Mitglied des ersten Sächsischen Landtages der Nachkriegszeit. Von 1946 bis zum April 1948 amtierte Hartsch als erster Kultusminister des Landes Sachsen. Im Mai 1948 wurde Hartsch zum Direktor der Sächsischen Landesbibliothek in Dresden ernannt, konnte dieses Amt jedoch aufgrund einer schweren Erkrankung, an der er einige Monate später verstarb, nicht mehr antreten.
Heute erinnern die Erwin-Hartsch-Oberschule in Gelenau/Erzgeb. und die Erwin-Hartsch-Grundschule in Gersdorf sowie der Erwin-Hartsch-Weg in Mylau an Hartschs Leben und Wirken.